# Sofja Sergejewna Lebedewa

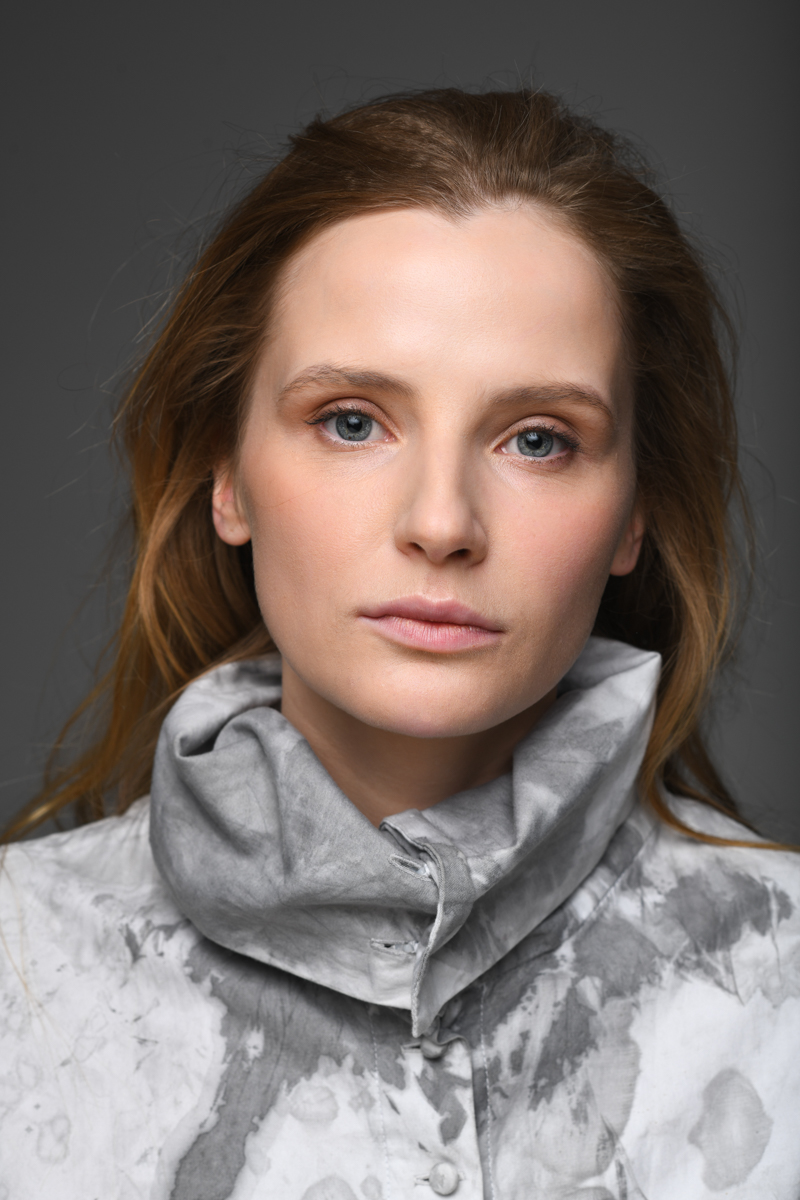
Sofja Sergejewna Lebedewa

Sofja Sergejewna Lebedewa (russisch Софья Сергеевна Лебедева; * 14. Dezember 1993 in Obninsk) ist eine russische Schauspielerin.

## Leben und Karriere
Lebedewa wurde in Obninsk geboren und trainierte zehn Jahre lang Gymnastik. Sie sollte an der Fakultät für Globale Studien der Moskauer Staatlichen Universität studieren, entschied sich jedoch stattdessen für eine Schauspielschule in Moskau.
2018 trat sie in der Fernsehserie McMafia als Ljudmilla Nikolajewa auf. Anschließend bekam sie 2022 in der Serie 1703 eine Hauptrolle. 2023 war sie in dem Film Tetris zu sehen. Von 2023 bis 2024 spielte Lebedewa in Vikings: Valhalla mit.

## Filmografie
Filme
- 2023: Tetris

Serien
- 2015: Londongrad
- 2018: McMafia
- 2022: 1703
- 2023–2024: Vikings: Valhalla